# Tragacantha declinata
Tragacantha declinata là một loài thực vật có hoa trong họ Đậu. Loài này được (Willd.) Kuntze miêu tả khoa học đầu tiên năm 1891.